# Rio Largo
Rio Largo é um município brasileiro do estado de Alagoas. Localiza-se a 27 quilômetros da capital Maceió, é a segunda cidade mais populosa da Região Metropolitana de Maceió, e a terceira maior do estado. Na cidade, localiza-se o principal aeroporto do Estado, o Aeroporto Internacional Zumbi dos Palmares. Sua população, conforme estimativas do IBGE de 2021, era de 75 662 habitantes.

## História
A história de Rio Largo é, em seus primórdios, a mesma de Santa Luzia do Norte. A estrada de ferro, que não passava em Santa Luzia do Norte, fez com que fosse direcionado o desenvolvimento para o local, às margens da ferrovia, onde foram instaladas indústrias têxteis pertencentes à Companhia Alagoana de Fiação e Tecidos.
O nome Rio Largo originou-se de um engenho de açúcar existente no local onde o rio Mundaú apresenta maior largura. No fim do século XIX foram fundadas duas unidades para a industrialização das fibras têxteis, em trechos de pequenos encachoeiramentos do rio Mundaú, favoráveis àquele tipo de atividade fabril. É válido ressaltar, também, nesse período, o surgimento da Usina Leão, que começou a moer em julho de 1894 e tornou-se, à época, uma das maiores do setor em toda a América Latina.
O município de Rio Largo foi criada por decreto de 10 de dezembro de 1830. O desenvolvimento do pólo industrial acarretou, em 13 de julho de 1915, a elevação à categoria de cidade, através da lei 696. No dia 31 de março de 1938, através da Decreto-Lei Estadual n º 2.361 (IBGE), Rio Largo passa a ser Município, se desmembrando de vez de Santa Luzia do Norte. (OBS: A Emancipação Política do Município de Rio Largo deve ser comemorada no dia 31 de março.) Levando-se em conta, que "Uma cidade é uma aglomeração de pessoas, unidas em um perímetro urbano. É formada por casas, geralmente próximas umas às outras, e outros edifícios. As cidades contam com serviços que atendem as necessidades básicas da população, como saneamento e distribuição de eletricidade", Emerson Machado. 
Já o município engloba não apenas o perímetro urbano, mas territórios rurais e devem contar com uma administração pública.
No dia 15 de julho de 1915, Rio Largo apenas ganhou o status de Cidade, mas continuou pertencendo à Vila de Santa Luzia do Norte, só se transformando em Município, no dia 31 de março de 1938.
Apesar de sua origem recente, Rio Largo deu a Alagoas filhos ilustres como Arnon de Mello e Luiz de Souza Cavalcante, ambos ex-governadores do estado.

## Geografia

### Clima
O clima de Rio Largo é tropical litorâneo úmido, com sol nos meses de setembro até maio, da primavera até o verão, com temperatura variando em torno de 19 °C a 32 °C. E com chuva e temporais nos meses de junho até agosto, do outono até o inverno, com temperaturas variando em torno de 15 °C à 26 °C. A umidade relativa do ar é de 79,2% e o índice pluviométrico é 1.410 mm/ano.

### Vegetação
Rio Largo apresenta vegetação herbácea (gramíneas) e arbustiva (poucas árvores e espaçadas). Além destas, Rio Largo possui também a Mata Atlântica. Essas vegetações estão associadas a um sistema regulado de chuvas.

### Relevo
O relevo de Rio Largo é formado, em grande parte, por Tabuleiros Costeiros e uma pequena área, à sudeste, por Tabuleiro Dissecado do Vaz-Barris.

### Bairros
- Fazenda Canoas
- Antonio Lins de Souza (antigo Tabuleiro do Pinto)
- Gustavo Paiva
- Mata do Rolo (dividido em vilas, como Vila Rica, Vila Marília, Vila Minha Aldeia,...)
- Planalto Central
- Centro
- Lourenço de Albuquerque
- Cucaú 1
- Cucaú 2
- Cucaú 3
- Utinga
- Alto da Palmeira
- Alto do São Miguel
- Brasil Novo (Cruzeiro do Sul)
- Usina Santa Clotilde
- Alto do Ginásio
- Bairro Nosso
- Mutirão
- Destilaria
- Cruzeiro do Sul
- Antônio Lins
- Jarbas Oiticica

### Fenômenos naturais
Abalos sísmicos: na tarde do dia 11 de março de 2010, abalos sísmicos foram sentidos por moradores de Rio Largo. O tremor de 2,3 graus na escala Richter atingiu, também, outras cidades do interior de Alagoas e de Pernambuco.
Cheia do rio Mundaú: na manhã de sábado do dia 19 de junho de 2010 toda a parte baixa da cidade de Rio Largo, onde está o centro comercial e principais prédios públicos, foi inundada e destruída pela enchente. Uma barragem que abastece a usina da cidade se rompeu, e os trilhos do trem que ligam a cidade a Maceió foram destruídos. O principal acesso ao município ficou interditado. O local recebeu a visita do presidente Luiz Inácio Lula da Silva no dia 24, quando ele observou de perto a destruição provocada pela força da água.

## Política
Em 2012, todos os vereadores da cidade e mais o prefeito Toninho Lins (Antonio Lins Souza Filho) foram presos em uma operação da Força Nacional. O grupo foi acusado de corrupção, fraude em licitação, desvio de verba pública e formação de quadrilha durante a negociação de compra e venda de um terreno público desapropriado na cidade que valia em torno de 30 milhões de reais e foi vendido por cerca de 700 mil. Mesmo assim Toninho Lins foi reeleito. Em 2015 o Ministério Público de Alagoas ajuizou a 16ª ação contra o prefeito Toninho Lins, desta vez acusado de causar um dano de três milhões de reais à prefeitura com a contratação ilícita de duas empresas para recolhimento de lixo. O prefeito renunciou em 1 de março de 2016, assumindo Maria Elisa Alves da Silva (PRP) como prefeita interina.
Eleito nas eleições municipais de 2024, o atual prefeito da cidade é Carlos Gonçalves, o sobrinho do ex-prefeito Gilberto Gonçalves (PP).